# ガンビット (マーベル・コミック)
ガンビット(Gambit)は、マーベル・コミックの架空のスーパーヒーローで、X-メンのメンバー。本名はレミー・ルボー 。
手に持った物体に破壊エネルギーを込める（チャージする）能力を持つ。ただし生物に破壊エネルギーをチャージすることはできない。破壊エネルギーはキネティック・エナジーと呼ばれる。普段はトランプをよく使うが、破壊するパワーは物体の質量に依存するためトランプより小石の方が威力が強く、そのことを作中で自ら嘆いたことがある。なお、質量が大きくなるほど、エネルギーをチャージする時間が長くなる。
ミュータント能力以外には棒術と投擲武器を使用する。

## 人物
ルイジアナ州ニューオーリンズ生まれのケイジャン。そのためケイジャン・フレンチも話せる。
物心がついた頃から身寄りのない孤児であったガンビットは、その日その日をスリで食いつなぐ貧しい生活をしていた。ある日、ジャン＝リュック・ルボーの財布を盗みそこなったガンビットだったが、ジャンは何故か彼を気に入り養子として迎え入れ、レミー・ルボーの名前を与えた。ジャンはニューオリンズに拠点をすえる盗賊ギルドの頭領でもあった。
盗賊ギルドで成長し、成人したガンビットは、以前から盗賊ギルドと抗争を繰り返していた暗殺者ギルド出身のベラドンナ・プードローと結婚をする。しかし、ベラドンナの兄ユリアン・プードローがこれに反対しガンビットに決闘を申し込む。ガンビットは決闘に勝利するが、誤ってユリアンを殺害してしまう。両ギルドの協定には、頭領の血縁者を殺害してはならないとの規約があったため、協定が崩壊することを恐れたガンビットは姿を消し、あての無い放浪の旅を始めた。
旅の途中、シャドウキングの手により子供の姿にされ記憶を無くしたストームと出会い、シャドウキングの追っ手から彼女を助ける。息の合った二人はしばらく盗賊稼業をしていたが、ストームの記憶が蘇ると、彼女に牽引される形でX-MENに入ることになった。こうした経緯から当初はストームに好意を寄せていた。
過去にマローダーズのミュータント（モーロックズ）虐殺事件＝『ミュータント・マサカー』の道案内をしたことがあり、その事実を長い間誰にも打ち明けたことが無かった。ガンビットは計画の内容を一切知らなかった上に、虐殺が始まると一味の蛮行を止めようとしたが、逆にセイバートゥースに半殺しにされている。なお、この時にモーロック族の少女マロウを助けている。
その後、『リージョン・クエスト』においてローグとキスした際に、事件の首謀者である怪人シニスターと面識があることだけが伝わってしまう。しかも、ローグはX-MENを抜けたため、これまで好意的であった二人の関係が疎遠になってしまう。『オンスロート』事件中に二人は再会するが、ローグがジョセフ＝若返り記憶を無くしたマグニートー（と当時はされていた）と一緒にいたため、関係が簡単に修復することはなかった。『ゼロ・トレランス』において、宇宙帝国シャイアから帰還する際に南極に不時着したガンビットは、復活した本物のマグニートーに事の全容を暴露され、激怒したローグとX-MENメンバーにより一人だけ南極に置き去りにされてしまい、半ば強制的にX-MENを脱退している。
ビショップがいる別次元の世界において、X-MENが全滅した際にガンビットはただ一人生き残るが、首謀者の名前を明かさなかったので、彼から裏切り者として疑いを掛けられていた。この真相は『オンスロート』にて明らかにされた。
他のX-メンのような専用コスチュームを着ることは無く、トレンチコートを常用している。
特徴的な赤い眼は女性を誘惑させる催眠効果を持つと自ら言うが軽口の一種であり、ミュータント能力ではない。盗賊ギルド時代には、その外見から白い悪魔の異名を持ち、周りから恐れられていた。

## 正史以外でのガンビット
エイジ・オブ・アポカリプス

アルティメットX-MEN

## 他メディアでの登場

### 映画
『ウルヴァリン:X-MEN ZERO』
演 - テイラー・キッチュ、吹き替え - 平田広明
『デッドプール&ウルヴァリン』
演 - チャニング・テイタム、吹き替え - 森久保祥太郎
過去にテイタム主演で単独映画が企画されていたが立ち消えとなり、本作で同キャストでの登場が実現した。

### アニメ
『X-メン（TVシリーズ）』（声 - クリス・ポッター→トニー・ダニエルズ/吹き替え：安原義人（テレビ東京版）、ふくまつ進紗（トゥーン・ディズニー版））
『X-メン:エボリューション』（声 - アレッサンドロ・ジュリアーニ/吹き替え：加藤将之）
『スパイダーマン』（声 - クリス・ポッター/吹き替え - 寺田明正）

### ゲーム
『X-MEN MUTANT APOCALYPSE』
『X-MEN VS. STREET FIGHTER』
『MARVEL VS. CAPCOM CLASH OF SUPER HEROES』（声 - トニー・ダニエルズ）
『MARVEL VS. CAPCOM 2 NEW AGE OF HEROES』（声 - トニー・ダニエルズ）
『X-MEN MUTANT ACADEMY』
『X-MEN MUTANT ACADEMY（ゲームボーイカラー）』
『X-MEN MUTANT ACADEMY2』
『フォートナイト』